# 태자바위
"태자바위"는 한국에서 제작된 이규웅 감독의 1969년 영화이다. 남궁원 등이 주연으로 출연하였고 우기동 등이 제작에 참여하였다.

## 출연

### 주연
- 남궁원
- 김지미
- 도금봉

## 기타
- 조명: 강용신
- 미술: 송백규